# Joanna Garland
Joanna Garland (* 16. Juli 2001 in Stevenage, England) ist eine taiwanische Tennisspielerin.

## Karriere
Garland begann mit acht Jahren das Tennisspielen und bevorzugt Sandplätze. Sie spielt hauptsächlich Turniere auf der ITF Women’s World Tennis Tour, bei der sie bereits 16 Einzel- und drei Doppeltitel gewinnen konnte.

## Turniersiege

### Einzel
| Nr. | Datum             | Turnier             | Kategorie | Belag             | Finalgegnerin              | Ergebnis       |
| --- | ----------------- | ------------------- | --------- | ----------------- | -------------------------- | -------------- |
| 1.  | 25. Oktober 2020  | Scharm asch-Schaich | ITF W15   | Hartplatz         | Katie Boulter              | 6:3, 3:6, 6:3  |
| 2.  | 22. November 2020 | Scharm asch-Schaich | ITF W15   | Hartplatz         | Lulu Sun                   | 7:5, 6:3       |
| 3.  | 10. April 2022    | Monastir            | ITF W15   | Hartplatz         | Rebeka Stolmár             | 7:5, 6:1       |
| 4.  | 6. August 2022    | Foxhills            | ITF W25   | Hartplatz (Halle) | Kyōka Okamura              | 3:6, 6:1, 6:2  |
| 5.  | 21. August 2022   | Aldershot           | ITF W25   | Hartplatz         | Ankita Raina               | 6:2, 6:4       |
| 6.  | 5. März 2023      | Swan Hill           | ITF W25   | Rasen             | Wang Yafan                 | 6:3, 4:6, 7:67 |
| 7.  | 15. Oktober 2023  | Hamamatsu           | ITF W25   | Teppich           | Ayano Shimizu              | 6:2, 4:6, 6:4  |
| 8.  | 27. Oktober 2024  | Kayseri             | ITF W35   | Hartplatz         | Çağla Büyükakçay           | 6:1, 7:61      |
| 9.  | 10. November 2024 | Solarino            | ITF W35   | Teppich           | Valentini Grammatikopoulou | 5:7, 6:2, 6:3  |
| 10. | 17. November 2024 | Solarino            | ITF W35   | Teppich           | Giorgia Pedone             | 6:2, 6:2       |
| 11. | 1. Dezember 2024  | Scharm asch-Schaich | ITF W15   | Hartplatz         | Kamilla Bartone            | 6:1, 6:1       |
| 12. | 8. Dezember 2024  | Scharm asch-Schaich | ITF W35   | Hartplatz         | Hanne Vandewinkel          | 6:4, 6:2       |
| 13. | 5. Januar 2025    | Nairobi             | ITF W35   | Sand              | Lian Tran                  | 6:1, 6:1       |
| 14. | 12. Januar 2025   | Nairobi             | ITF W35   | Sand              | Angella Okutoyi            | 6:1, 6:4       |
| 15. | 10. März 2025     | Solarino            | ITF W35   | Teppich           | Weronika Falkowska         | 6:1, 6:2       |
| 16. | 16. März 2025     | Solarino            | ITF W35   | Teppich           | Viktória Hrunčáková        | 7:64, 6:2      |

### Doppel
| Nr. | Datum            | Turnier      | Kategorie   | Belag             | Partnerin        | Finalgegnerinnen                    | Ergebnis         |
| --- | ---------------- | ------------ | ----------- | ----------------- | ---------------- | ----------------------------------- | ---------------- |
| 1.  | 28. Juli 2018    | Taipeh       | ITF $15.000 | Hartplatz         | Lee Hua-chen     | Chan Chin-wei Kotomi Takahata       | 6:1, 3:6, [10:1] |
| 2.  | 8. Februar 2019  | Palmanova    | ITF W15     | Sand              | Ania Hertel      | Luniuska Delgado Daniella Medvedeva | 7:5, 6:0         |
| 3.  | 28. Oktober 2022 | Loughborough | ITF W25     | Hartplatz (Halle) | Gabriela Knutson | Martyna Kubka Elena Malõgina        | 6:3, 6:3         |